# Urteilsberichtigung
Unter Urteilsberichtigung versteht man im deutschen Recht nach § 319 ZPO die nachträgliche Berichtigung einer bereits erlassenen Entscheidung durch das erkennende Gericht. Die Urteilsberichtigung wird von Amts wegen vorgenommen und bedarf keines Antrags der Beteiligten. Sie ist von der Urteilsergänzung zu unterscheiden.
In Betracht kommt eine Urteilsberichtigung bei offensichtlichen Fehlern in der Entscheidung wie falsches Datum, falsche Bezeichnung der Beteiligten, Rechenfehler, aber z. B. auch eine fehlende Kostenentscheidung. Voraussetzung ist, dass das vom Gericht im Urteil Erklärte nicht mit dem Gewollten übereinstimmt und dass dieser Fehler für Dritte offenkundig ist, d. h., dass er sich aus dem Zusammenhang der Entscheidung selbst oder mindestens aus den Umständen beim Erlass ergibt. Eine analoge Anwendung auf andere Fälle wird von der Rechtsprechung verneint, etwa bei nachträglich entstandener Unrichtigkeit der Kostenentscheidung infolge einer erfolgreichen Streitwertbeschwerde.
Grundsätzlich kann auch die Zulassung eines zulassungsbedürftigen Rechtsmittels im Wege der Urteilsberichtigung nachgeholt werden, wenn aus den Entscheidungsgründen ersichtlich ist, dass das Gericht das Rechtsmittel zulassen wollte und lediglich vergessen hat, einen entsprechenden Ausspruch in den Urteilstenor aufzunehmen. Allerdings hat die nachträgliche Urteilsberichtigung auf den Lauf von Rechtsmittelfristen keinen Einfluss; etwas anderes gilt nur, wenn die Entscheidung inhaltlich derart unklar war, dass ein Rechtsschutzsuchender nicht erkennen konnte, dass das Gericht mit der Entscheidung das weitergehende Rechtsmittel zulassen wollte, z. B. wenn sich Tenor und Entscheidungsgründe widersprachen.
Die Urteilsberichtigung kann von jedem am Gericht tätigen Richter vorgenommen werden; es muss nicht der Richter sein, der die Entscheidung ursprünglich erlassen hat.